# Joan Baptista Batlle i Martínez
Joan Baptista Batlle i Martínez (Barcelona, 12 de febrer de 1869 - Barcelona, 15 de març de 1939), fou un llibreter, bibliòfil i col·leccionista de goigs català.
Fill de Joan Batlle i Dolors Martínez. De 1880 a 1882 fou dependent de la Llibreria Oliveres i posteriorment, de 1882 a 1894, estudià al Seminari Conciliar de Barcelona. Després d'haver estat treballant com a aprenent a la llibreria de Baldomer Gual («can Mero»), l'any 1895 fundà la llibreria i editorial L'Arxiu, al carrer al carrer de la Tapineria 28, de Barcelona; posteriorment traslladada, el 1910, al núm. 66 del carrer de l'Argenteria i, posteriorment, el 1916, a la "via Diagonal" núm. 442.
Promogué i dirigí la publicació dels anuaris "Calendari Català" (1898 - 1905), que aplegaven escrits dels escriptors més destacats d'aquells temps i algunes referències al moviment catalanista. És autor de Rondalles catalanes (1895-1909), Assaig de bibliografia barcelonina (1920) i Los goigs a Catalunya al segle XVIII (1925).